# UEFA Europa League 2024-2025
Sezonul 2024-2025 al UEFA Europa League a fost cea de-a 54-a ediție a celei de-a doua competiții fotbalistice intercluburi ca valoare din Europa, și a 16-a ediție de la redenumirea ei din Cupa UEFA în UEFA Europa League. Acesta a fost primul sezon disputat în noul format, care înlocuiește faza grupelor cu 32 de echipe cu o fază a ligii alcătuită din 36 de echipe. De asemenea, noul format nu permite echipelor să se transfere din faza eliminatorie a Ligii Campionilor în faza eliminatorie a Europa League și, prin urmare, câștigătoarea Europa League (Atalanta în ediția 2023-24) nu își poate apăra titlul.
Finala a avut loc pe 21 mai 2025 pe stadionul San Mamés din Bilbao, Spania. Câștigătoarea competiției, Tottenham Hotspur, s-a calificat automat în faza Ligii Campionilor 2025-2026 și a câștigat dreptul de a juca împotriva câștigătoarei Ligii Campionilor 2024-2025 în Supercupa Europei 2025.

## Locurile alocate pentru fiecare asociație
Un total de 76 de echipe de la 32 între 47 dintre cele 55 de asociații membre UEFA participă în UEFA Europa League 2024-2025. Dintre acestea, 32 de asociații au echipe care intră direct în calificările pentru Europa League, în timp ce până la 15 asociații care nu au nicio echipă intrată direct în calificări, pot avea echipe care joacă după ce au fost transferate din Liga Campionilor. Clasamentul asociațiilor pe baza coeficienților de țară UEFA este utilizat pentru a determina numărul de echipe participante pentru fiecare asociație:
- Deținătoarei trofeului UEFA Conference League i se va oferi o intrare în Europa League (dacă nu se califică în Liga Campionilor sau Europa League prin intermediul ligii interne).
- Asociațiile 1-12 au fiecare câte două echipe.
- Asociațiile 13-33 (cu excepția Rusiei)[Notă RUS] au fiecare câte o echipă.
- 32 de echipe eliminate din Liga Campionilor 2024-2025 vor fi transferate în Europa League.

Note
1. ^ Rusia (RUS): La 28 februarie 2022, cluburile de fotbal rusești și echipele naționale au fost suspendate din competițiile FIFA și UEFA din cauza invaziei ruse a Ucrainei din 2022.[4][5]

## Calendar
Calendarul competiției este după cum urmează. Meciurile sunt programate joia, în afară de finală, care are loc miercurea, deși în mod excepțional ele pot avea loc și marțea sau miercurea din cauza conflictelor de programare. Comparativ cu sezoanele trecute, o săptămână exclusivă va avea loc pe 25 și 26 septembrie.
| Fază              | Runda                          | Data tragerii la sorți | Manșa tur                                 | Manșa retur                               |
| ----------------- | ------------------------------ | ---------------------- | ----------------------------------------- | ----------------------------------------- |
| Calificări        | Primul tur de calificare       | 18 iunie 2024          | 11 iulie 2024                             | 18 iulie 2024                             |
| Calificări        | Al doilea tur de calificare    | 19 iunie 2024          | 25 iulie 2024                             | 1 august 2024                             |
| Calificări        | Al treilea tur de calificare   | 22 iulie 2024          | 8 august 2024                             | 15 august 2024                            |
| Calificări        | Runda play-off                 | 5 august 2024          | 22 august 2024                            | 29 august 2024                            |
| Faza ligii        | Meciul 1                       | 30 august 2024         | 25–26 septembrie 2024                     | 25–26 septembrie 2024                     |
| Faza ligii        | Meciul 2                       | 30 august 2024         | 3 octombrie 2024                          | 3 octombrie 2024                          |
| Faza ligii        | Meciul 3                       | 30 august 2024         | 24 octombrie 2024                         | 24 octombrie 2024                         |
| Faza ligii        | Meciul 4                       | 30 august 2024         | 7 noiembrie 2024                          | 7 noiembrie 2024                          |
| Faza ligii        | Meciul 5                       | 30 august 2024         | 28 noiembrie 2024                         | 28 noiembrie 2024                         |
| Faza ligii        | Meciul 6                       | 30 august 2024         | 12 decembrie 2024                         | 12 decembrie 2024                         |
| Faza ligii        | Meciul 7                       | 30 august 2024         | 23 ianuarie 2025                          | 23 ianuarie 2025                          |
| Faza ligii        | Meciul 8                       | 30 august 2024         | 30 ianuarie 2025                          | 30 ianuarie 2025                          |
| Faza eliminatorie | Play-off-ul fazei eliminatorii | 31 ianuarie 2025       | 13 februarie 2025                         | 20 februarie 2025                         |
| Faza eliminatorie | Optimi de finală               | 21 februarie 2025      | 6 martie 2025                             | 13 martie 2025                            |
| Faza eliminatorie | Sferturi de finală             | 21 februarie 2025      | 10 aprilie 2025                           | 17 aprilie 2025                           |
| Faza eliminatorie | Semifinale                     | 21 februarie 2025      | 1 mai 2025                                | 8 mai 2025                                |
| Faza eliminatorie | Finala                         | 21 februarie 2025      | 21 mai 2025 pe Stadionul San Mamés,Bilbao | 21 mai 2025 pe Stadionul San Mamés,Bilbao |

## Calificări

### Primul tur de calificare
Tragerea la sorți pentru primul tur de calificare a avut loc pe 18 iunie 2024. Prima manșă s-a jucat pe 11 iulie, iar manșa secundă pe 18 iulie 2024. Câștigătoarele au avansat în cel de-al doilea tur de calificare. Pierzătoarele au fost transferate în cel de-al doilea tur de calificare al Conference League, pe ruta principală.
| Echipa 1         | Scor gen.        | Echipa 2 | Tur | Retur      |
| ---------------- | ---------------- | -------- | --- | ---------- |
| Botev Plovdiv    | 4–3              | Maribor  | 2–1 | 2–2        |
| Elfsborg         | 8–2              | Pafos    | 3–0 | 5–2        |
| Paksi FC         | 2–4              | Corvinul | 0–4 | 2–0        |
| Sheriff Tiraspol | 2–2 (5–4 d.l.d.) | Zira FK  | 0–1 | 2–1 (d.p.) |
| Wisła Cracovia   | 4–1              | KF Llapi | 2–0 | 2–1        |
| MFK Ružomberok   | 5–3              | FC Tobol | 5–2 | 0–1        |

1. ↑  Ordinea manșelor a fost inversată după tragerea la sorți inițială.

### Al doilea tur de calificare
Tragerea la sorți pentru al doilea tur de calificare a avut loc pe 19 iunie 2024. Prima manșă s-a jucat pe 25 iulie, iar manșa secundă pe 1 august 2024. Câștigătoarele au avansat în cel de-al treilea tur de calificare, pe ruta principală. Pierzătoarele au fost transferate în cel de-al treilea tur de calificare al Conference League, pe ruta principală.
| Echipa 1         | Scor gen. | Echipa 2            | Tur | Retur                                                          |
| ---------------- | --------- | ------------------- | --- | -------------------------------------------------------------- |
| Ajax             | 4–1       | Vojvodina           | 1–0 | 3–1                                                            |
| MFK Ružomberok   | 0–3       | Trabzonspor         | 0–2 | 0–1                                                            |
| Wisła Cracovia   | 2–8       | Rapid Viena         | 1–2 | 1–6                                                            |
| Kilmarnock       | 1–2       | Cercle Brugge       | 1–1 | 0–1                                                            |
| Molde            | 5–4       | Silkeborg           | 3–1 | 2–3                                                            |
| Corvinul         | 0–1       | HNK Rijeka          | 0–0 | 0–1                                                            |
| Braga            | 7–0       | Maccabi Petah Tikva | 2–0 | 5–0 {{TwoLegResult\| Panathinaikos\|GRE\|6–1\| Botev Plovdiv]] |
| Sheriff Tiraspol | 0–3       | Elfsborg            | 0–1 | 0–2                                                            |

### Al treilea tur de calificare
Tragerea la sorți pentru al treilea tur de calificare a avut loc pe 22 iulie 2024. Primele manșe s-au jucat pe 6 și 8 august, iar manșele secunde pe 13, 14 și 15 august 2024. Câștigătoarele au avansat în runda play-off, pe rutele lor respective. Pierzătoarele au fost transferate în runda play-off a Conference League, pe rutele lor respective.
| Echipa 1                 | Scor gen. | Echipa 2            | Tur | Retur      |
| ------------------------ | --------- | ------------------- | --- | ---------- |
| Klaksvíkar Ítróttarfelag | 3–4       | FK Borac Banja Luka | 2–1 | 1–3 (d.p.) |
| UE Santa Coloma          | 0–9       | FK RFS              | 0–2 | 0–7        |
| Celje                    | 2–3       | Shamrock Rovers     | 1–0 | 1–3 (d.p.) |
| FK Panevėžys             | 1–5       | Maccabi Tel Aviv    | 1–2 | 0–3        |
| Petrocub                 | 1–0       | The New Saints      | 1–0 | 0–0        |
| Dinamo Minsk             | 3–2       | Lincoln Red Imps    | 2–0 | 1–2        |

| Echipa 1              | Scor gen.          | Echipa 2      | Tur | Retur      |
| --------------------- | ------------------ | ------------- | --- | ---------- |
| Partizan              | 2–3                | Lugano        | 0–1 | 2–2        |
| Molde                 | 3–1                | Cercle Brugge | 3–0 | 0–1        |
| Panathinaikos         | 1–1 (12–13 d.l.d.) | Ajax          | 0–1 | 1–0 (d.p.) |
| Trabzonspor           | 0–3                | Rapid Viena   | 0–1 | 0–2        |
| Braga                 | 2–1                | Servette      | 0–0 | 2–1        |
| HNK Rijeka            | 1–3                | Elfsborg      | 1–1 | 0–2        |
| FC Krîvbas Krîvîi Rih | 1–3                | Plzeň         | 1–2 | 0–1        |

### Runda play-off
Tragerea la sorți pentru runda play-off a avut loc pe 5 august 2024. Primele manșe s-au jucat pe 22 august, iar manșele secunde pe 29 august 2024. Câștigătoarele au avansat în faza ligii, iar pierzătoarele au fost transferate în faza ligii a Conference League.
| Echipa 1          | Scor gen.        | Echipa 2            | Tur | Retur      |
| ----------------- | ---------------- | ------------------- | --- | ---------- |
| Dinamo Minsk      | 0–2              | Anderlecht          | 0–1 | 0–1        |
| Jagiellonia       | 1–7              | Ajax                | 1–4 | 0–3        |
| Ludogoreț Razgrad | 6–1              | Petrocub            | 4–0 | 2–1        |
| Lugano            | 4–8              | Beșiktaș            | 3–3 | 1–5        |
| LASK Linz         | 1–2              | FCSB                | 1–1 | 0–1        |
| FK RFS            | 3–3 (4–2 d.l.d.) | APOEL               | 2–1 | 1–2 (d.p.) |
| Maccabi Tel Aviv  | 8–1              | FK TSC              | 3–0 | 5–1        |
| PAOK              | 6–0              | Shamrock Rovers     | 4–0 | 2–0        |
| Ferencváros       | 1–1 (3–2 d.l.d.) | FK Borac Banja Luka | 0–0 | 1–1 (d.p.) |
| Molde             | 1–1 (2–4 d.l.d.) | Elfsborg            | 0–1 | 1–0 (d.p.) |
| Braga             | 4–3              | Rapid Viena         | 2–1 | 2–2        |
| Plzeň             | 2–0              | Hearts              | 1–0 | 1–0        |

## Faza ligii
Un total de 36 de echipe vor juca în faza ligii.
| Urna 1 | Urna 2                                                                                                | Urna 3 | Urna 4 |
| --- | --- | --- | --- |
| - Roma - Manchester United - Porto - Ajax - Rangers - Eintracht Frankfurt - Lazio - Tottenham Hotspur - Slavia Praga | - Real Sociedad - AZ - Braga - Olympiacos - Lyon - PAOK - Fenerbahçe - Maccabi Tel Aviv - Ferencváros | - Qarabağ - Galatasaray - Viktoria Plzeň - Bodø/Glimt - Royale Union Saint-Gilloise - Dinamo Kiev - Ludogoreț Razgrad - Midtjylland - Malmö FF | - Athletic Bilbao - TSG Hoffenheim - OGC Nice - RSC Anderlecht - Twente - Beșiktaș - FCSB - RFS - IF Elfsborg |

Fiecare echipă joacă opt meciuri, patru acasă și patru în deplasare, împotriva a opt echipe diferite (câte două din fiecare urnă).
Echipele clasate pe locurile 1-8 se califică direct în faza eliminatorie, în timp ce echipele clasate pe locurile 9-24 concurează într-o rundă de baraj, cele opt câștigătoare avansând în optimile de finală. În această rundă de baraj, echipele clasate pe locurile 9-16 sunt cap de serie. Echipele clasate pe locurile 25-36 sunt eliminate din toate competițiile, fără acces în UEFA Conference League 2024-2025.

### Clasament
| Loc | Echipă              | Pct. | MJ | V | E | Î | GM | GP | DG  | Calificare                                                |
| --- | ------------------- | ---- | -- | - | - | - | -- | -- | --- | --------------------------------------------------------- |
| 1.  | Lazio               | 19   | 8  | 6 | 1 | 1 | 17 | 5  | +12 | Calificare în optimile de finală (cap de serie)           |
| 2.  | Athletic Bilbao     | 19   | 8  | 6 | 1 | 1 | 15 | 7  | +8  | Calificare în optimile de finală (cap de serie)           |
| 3.  | Manchester United   | 18   | 8  | 5 | 3 | 0 | 16 | 9  | +7  | Calificare în optimile de finală (cap de serie)           |
| 4.  | Tottenham           | 17   | 8  | 5 | 2 | 1 | 17 | 9  | +8  | Calificare în optimile de finală (cap de serie)           |
| 5.  | Eintracht Frankfurt | 16   | 8  | 5 | 1 | 2 | 14 | 10 | +4  | Calificare în optimile de finală (cap de serie)           |
| 6.  | Lyon                | 15   | 8  | 4 | 3 | 1 | 16 | 8  | +8  | Calificare în optimile de finală (cap de serie)           |
| 7.  | Olympiacos          | 15   | 8  | 4 | 3 | 1 | 9  | 3  | +6  | Calificare în optimile de finală (cap de serie)           |
| 8.  | Rangers             | 14   | 8  | 4 | 2 | 2 | 16 | 10 | +6  | Calificare în optimile de finală (cap de serie)           |
| 9.  | Bodø/Glimt          | 14   | 8  | 4 | 2 | 2 | 14 | 11 | +3  | Calificare în play-off-ul eliminatoriu (cap de serie)     |
| 10. | Anderlecht          | 14   | 8  | 4 | 2 | 2 | 14 | 12 | +2  | Calificare în play-off-ul eliminatoriu (cap de serie)     |
| 11. | FCSB                | 14   | 8  | 4 | 2 | 2 | 10 | 9  | +1  | Calificare în play-off-ul eliminatoriu (cap de serie)     |
| 12. | Ajax                | 13   | 8  | 4 | 1 | 3 | 16 | 8  | +8  | Calificare în play-off-ul eliminatoriu (cap de serie)     |
| 13. | Real Sociedad       | 13   | 8  | 4 | 1 | 3 | 13 | 9  | +4  | Calificare în play-off-ul eliminatoriu (cap de serie)     |
| 14. | Galatasaray         | 13   | 8  | 3 | 4 | 1 | 19 | 16 | +3  | Calificare în play-off-ul eliminatoriu (cap de serie)     |
| 15. | Roma                | 12   | 8  | 3 | 3 | 2 | 10 | 6  | +4  | Calificare în play-off-ul eliminatoriu (cap de serie)     |
| 16. | Plzeň               | 12   | 8  | 3 | 3 | 2 | 13 | 12 | +1  | Calificare în play-off-ul eliminatoriu (cap de serie)     |
| 17. | Ferencváros         | 12   | 8  | 4 | 0 | 4 | 15 | 15 | 0   | Calificare în play-off-ul eliminatoriu (non-cap de serie) |
| 18. | Porto               | 11   | 8  | 3 | 2 | 3 | 13 | 11 | +2  | Calificare în play-off-ul eliminatoriu (non-cap de serie) |
| 19. | AZ Alkmaar          | 11   | 8  | 3 | 2 | 3 | 13 | 13 | 0   | Calificare în play-off-ul eliminatoriu (non-cap de serie) |
| 20. | Midtjylland         | 11   | 8  | 3 | 2 | 3 | 9  | 9  | 0   | Calificare în play-off-ul eliminatoriu (non-cap de serie) |
| 21. | Union SG            | 11   | 8  | 3 | 2 | 3 | 8  | 8  | 0   | Calificare în play-off-ul eliminatoriu (non-cap de serie) |
| 22. | PAOK                | 10   | 8  | 3 | 1 | 4 | 12 | 10 | +2  | Calificare în play-off-ul eliminatoriu (non-cap de serie) |
| 23. | Twente              | 10   | 8  | 2 | 4 | 2 | 8  | 9  | −1  | Calificare în play-off-ul eliminatoriu (non-cap de serie) |
| 24. | Fenerbahçe          | 10   | 8  | 2 | 4 | 2 | 9  | 11 | −2  | Calificare în play-off-ul eliminatoriu (non-cap de serie) |
| 25. | Braga               | 10   | 8  | 3 | 1 | 4 | 9  | 12 | −3  |                                                           |
| 26. | Elfsborg            | 10   | 8  | 3 | 1 | 4 | 9  | 14 | −5  |                                                           |
| 27. | Hoffenheim          | 9    | 8  | 2 | 3 | 3 | 11 | 14 | −3  |                                                           |
| 28. | Beșiktaș            | 9    | 8  | 3 | 0 | 5 | 10 | 15 | −5  |                                                           |
| 29. | Maccabi Tel Aviv    | 6    | 8  | 2 | 0 | 6 | 8  | 17 | −9  |                                                           |
| 30. | Slavia Praga        | 5    | 8  | 1 | 2 | 5 | 7  | 11 | −4  |                                                           |
| 31. | Malmö               | 5    | 8  | 1 | 2 | 5 | 10 | 17 | −7  |                                                           |
| 32. | FK RFS              | 5    | 8  | 1 | 2 | 5 | 6  | 13 | −7  |                                                           |
| 33. | Ludogoreț Razgrad   | 4    | 8  | 0 | 4 | 4 | 4  | 11 | −7  |                                                           |
| 34. | Dinamo Kiev         | 4    | 8  | 1 | 1 | 6 | 5  | 18 | −13 |                                                           |
| 35. | Nice                | 3    | 8  | 0 | 3 | 5 | 7  | 16 | −9  |                                                           |
| 36. | Qarabağ             | 3    | 8  | 1 | 0 | 7 | 6  | 20 | −14 |                                                           |

### Meciuri
| Echipa gazdă        | Scor | Echipa oaspete       |
| ------------------- | ---- | -------------------- |
| AZ                  | 3–2  | IF Elfsborg          |
| Bodø/Glimt          | 3–2  | Porto                |
| Dinamo Kiev         | 0–3  | Lazio                |
| Midtjylland         | 1–1  | TSG Hoffenheim       |
| Galatasaray         | 3–1  | PAOK                 |
| Manchester United   | 1–1  | Twente               |
| Nice                | 1–1  | Real Sociedad        |
| Ludogoreț Razgrad   | 0–2  | Slavia Praga         |
| Anderlecht          | 2–1  | Ferencváros          |
| Fenerbahçe          | 2–1  | Union Saint-Gilloise |
| Malmö FF            | 0–2  | Rangers              |
| Ajax                | 4–0  | Beșiktaș             |
| Roma                | 1–1  | Athletic Bilbao      |
| Eintracht Frankfurt | 3–3  | Viktoria Plzeň       |
| FCSB                | 4–1  | RFS                  |
| Lyon                | 2–0  | Olympiacos           |
| Braga               | 2–1  | Maccabi Tel Aviv     |
| Tottenham Hotspur   | 3–0  | Qarabağ              |

| Echipa gazdă         | Scor | Echipa oaspete      |
| -------------------- | ---- | ------------------- |
| RFS                  | 2–2  | Galatasaray         |
| Ferencváros          | 1–2  | Tottenham Hotspur   |
| Maccabi Tel Aviv     | 0–2  | Midtjylland         |
| Olympiacos           | 3–0  | Braga               |
| Qarabağ              | 1–3  | Malmö FF            |
| Real Sociedad        | 1–2  | Anderlecht          |
| Lazio                | 4–1  | Nice                |
| Slavia Praga         | 1–1  | Ajax                |
| TSG Hoffenheim       | 2–0  | Dinamo Kiev         |
| Athletic Bilbao      | 2–0  | AZ                  |
| Beșiktaș             | 1–3  | Eintracht Frankfurt |
| Porto                | 3–3  | Manchester United   |
| Twente               | 1–1  | Fenerbahçe          |
| Viktoria Plzeň       | 0–0  | Ludogoreț Razgrad   |
| IF Elfsborg          | 1–0  | Roma                |
| PAOK                 | 0–1  | FCSB                |
| Union Saint-Gilloise | 0–0  | Bodø/Glimt          |
| Rangers              | 1–4  | Lyon                |

| Echipa gazdă        | Scor | Echipa oaspete       |
| ------------------- | ---- | -------------------- |
| Galatasaray         | 4–3  | IF Elfsborg          |
| Braga               | 1–2  | Bodø/Glimt           |
| Roma                | 1–0  | Dynamo Kyiv          |
| Eintracht Frankfurt | 1–0  | RFS                  |
| Midtjylland         | 1–0  | Union Saint-Gilloise |
| Ferencváros         | 1–0  | Nice                 |
| Maccabi Tel Aviv    | 1–2  | Real Sociedad        |
| PAOK                | 2–2  | Viktoria Plzeň       |
| Qarabağ             | 0–3  | Ajax                 |
| Athletic Bilbao     | 1–0  | Slavia Prague        |
| Porto               | 2–0  | TSG Hoffenheim       |
| Twente              | 0–2  | Lazio                |
| Fenerbahçe          | 1–1  | Manchester United    |
| Malmö FF            | 0–1  | Olympiacos           |
| Lyon                | 0–1  | Beșiktaș             |
| Rangers             | 4–0  | FCSB                 |
| Anderlecht          | 2–0  | Ludogoreț Razgrad    |
| Tottenham Hotspur   | 1–0  | AZ                   |

| Echipa gazdă         | Scor | Echipa oaspete    |
| -------------------- | ---- | ----------------- |
| Beșiktaș             | 2–1  | Malmö FF          |
| Eintracht Frankfurt  | 1–0  | Slavia Praga      |
| Bodø/Glimt           | 1–2  | Qarabağ           |
| FCSB                 | 2–0  | Midtjylland       |
| Galatasaray          | 3–2  | Tottenham Hotspur |
| IF Elfsborg          | 1–1  | Braga             |
| Nice                 | 2–2  | Twente            |
| Olympiacos           | 1–1  | Rangers           |
| Ludogoreț Razgrad    | 1–2  | Athletic Bilbao   |
| Union Saint-Gilloise | 1–1  | Roma              |
| Ajax                 | 5–0  | Maccabi Tel Aviv  |
| AZ                   | 3–1  | Fenerbahçe        |
| Dinamo Kiev          | 0–4  | Ferencváros       |
| RFS                  | 1–1  | Anderlecht        |
| Viktoria Plzeň       | 2–1  | Real Sociedad     |
| Manchester United    | 2–0  | PAOK              |
| Lazio                | 2–1  | Porto             |
| TSG Hoffenheim       | 2–2  | Lyon              |

| Echipa gazdă      | Scor | Echipa oaspete       |
| ----------------- | ---- | -------------------- |
| Athletic Bilbao   | 3–0  | IF Elfsborg          |
| AZ                | 1–1  | Galatasaray          |
| Beșiktaș          | 1–3  | Maccabi Tel Aviv     |
| Dinamo Kiev       | 1–2  | Viktoria Plzeň       |
| RFS               | 0–2  | PAOK                 |
| Qarabağ           | 1–4  | Lyon                 |
| Anderlecht        | 2–2  | Porto                |
| Lazio             | 0–0  | Ludogoreț Razgrad    |
| Midtjylland       | 1–2  | Eintracht Frankfurt  |
| Twente            | 0–1  | Union Saint-Gilloise |
| Ferencváros       | 4–1  | Malmö FF             |
| FCSB              | 0–0  | Olympiacos           |
| Manchester United | 3–2  | Bodø/Glimt           |
| Nice              | 1–4  | Rangers              |
| Real Sociedad     | 2–0  | Ajax                 |
| Braga             | 3–0  | TSG Hoffenheim       |
| Slavia Praga      | 1–2  | Fenerbahçe           |
| Tottenham Hotspur | 2–2  | Roma                 |

| Echipa gazdă         | Scor | Echipa oaspete      |
| -------------------- | ---- | ------------------- |
| Fenerbahçe           | 0–2  | Athletic Bilbao     |
| Roma                 | 3–0  | Braga               |
| Viktoria Plzeň       | 1–2  | Manchester United   |
| Malmö FF             | 2–2  | Galatasaray         |
| Olympiacos           | 0–0  | Twente              |
| PAOK                 | 5–0  | Ferencváros         |
| Ludogoreț Razgrad    | 2–2  | AZ                  |
| Union Saint-Gilloise | 2–1  | Nice                |
| TSG Hoffenheim       | 0–0  | FCSB                |
| Ajax                 | 1–3  | Lazio               |
| Porto                | 2–0  | Midtjylland         |
| Bodø/Glimt           | 2–1  | Beșiktaș            |
| IF Elfsborg          | 1–0  | Qarabağ             |
| Maccabi Tel Aviv     | 2–1  | RFS                 |
| Lyon                 | 3–2  | Eintracht Frankfurt |
| Rangers              | 1–1  | Tottenham Hotspur   |
| Real Sociedad        | 3–0  | Dinamo Kiev         |
| Slavia Praga         | 1–2  | Anderlecht          |

| Echipa gazdă         | Scor | Echipa oaspete    |
| -------------------- | ---- | ----------------- |
| Galatasaray          | 3–3  | Dinamo Kiev       |
| Beșiktaș             | 4–1  | Athletic Bilbao   |
| AZ                   | 1–0  | Roma              |
| Porto                | 0–1  | Olympiacos        |
| Viktoria Plzeň       | 2–0  | Anderlecht        |
| Fenerbahçe           | 0–0  | Lyon              |
| Bodø/Glimt           | 3–1  | Maccabi Tel Aviv  |
| Malmö FF             | 2–3  | Twente            |
| Qarabağ              | 2–3  | FCSB              |
| TSG Hoffenheim       | 2–3  | Tottenham Hotspur |
| Eintracht Frankfurt  | 2–0  | Ferencváros       |
| RFS                  | 1–0  | Ajax              |
| IF Elfsborg          | 1–0  | Nice              |
| Manchester United    | 2–1  | Rangers           |
| PAOK                 | 2–0  | Slavia Praga      |
| Ludogoreț Razgrad    | 0–2  | Midtjylland       |
| Union Saint-Gilloise | 2–1  | Braga             |
| Lazio                | 3–1  | Real Sociedad     |

| Echipa gazdă      | Scor | Echipa oaspete       |
| ----------------- | ---- | -------------------- |
| Ajax              | 2–1  | Galatasaray          |
| Roma              | 2–0  | Eintracht Frankfurt  |
| Athletic Bilbao   | 3–1  | Viktoria Plzeň       |
| Dinamo Kiev       | 1–0  | RFS                  |
| Midtjylland       | 2–2  | Fenerbahçe           |
| Twente            | 1–0  | Beșiktaș             |
| Ferencváros       | 4–3  | AZ                   |
| FCSB              | 0–2  | Manchester United    |
| Maccabi Tel Aviv  | 0–1  | Porto                |
| Nice              | 1–1  | Bodø/Glimt           |
| Olympiacos        | 3–0  | Qarabağ              |
| Lyon              | 1–1  | Ludogoreț Razgrad    |
| Rangers           | 2–1  | Union Saint-Gilloise |
| Real Sociedad     | 2–0  | PAOK                 |
| Anderlecht        | 3–4  | TSG Hoffenheim       |
| Braga             | 1–0  | Lazio                |
| Slavia Praga      | 2–2  | Malmö FF             |
| Tottenham Hotspur | 3–0  | IF Elfsborg          |

## Faze eliminatorii

### Barajele fazei eliminatorii
Prima manșă s-a disputat pe 13 februarie, iar manșa secundă s-a disputat pe 20 februarie 2025.
| Echipa 1             | Scor gen.Tooltip Scor general | Echipa 2       | 1st leg | 2nd leg    |
| -------------------- | ----------------------------- | -------------- | ------- | ---------- |
| Ferencváros          | 1–3                           | Viktoria Plzeň | 1–0     | 0–3        |
| Twente               | 4–6                           | Bodø/Glimt     | 2–1     | 2–5 (d.p.) |
| Union Saint-Gilloise | 2–3                           | Ajax           | 0–2     | 2–1 (d.p.) |
| AZ                   | 6–3                           | Galatasaray    | 4–1     | 2–2        |
| Porto                | 3–4                           | Roma           | 1–1     | 2–3        |
| Fenerbahçe           | 5–2                           | Anderlecht     | 3–0     | 2–2        |
| PAOK                 | 1–4                           | FCSB           | 1–2     | 0–2        |
| Midtjylland          | 3–7                           | Real Sociedad  | 1–2     | 2–5        |

### Optimi de finală
Primele manșe s-au jucat pe 6 martie, iar manșele secunde pe 13 martie 2025.
| Echipa 1       | Scor gen.Tooltip Scor general | Echipa 2            | 1st leg | 2nd leg    |
| -------------- | ----------------------------- | ------------------- | ------- | ---------- |
| Viktoria Plzeň | 2–3                           | Lazio               | 1–2     | 1–1        |
| Bodø/Glimt     | 4–2                           | Olympiacos          | 3–0     | 1–2        |
| Ajax           | 2–6                           | Eintracht Frankfurt | 1–2     | 1–4        |
| AZ             | 2–3                           | Tottenham Hotspur   | 1–0     | 1–3        |
| Roma           | 3–4                           | Athletic Bilbao     | 2–1     | 1–3        |
| Fenerbahçe     | 3–3 (2–3 d.l.d.)              | Rangers             | 1–3     | 2–0 (d.p.) |
| FCSB           | 1–7                           | Lyon                | 1–3     | 0–4        |
| Real Sociedad  | 2–5                           | Manchester United   | 1–1     | 1–4        |

### Sferturi de finală
Primele manșe s-au jucat pe 8 și 9 aprilie, iar manșele secunde pe 15 și 16 aprilie 2025.
| Echipa 1          | Scor gen.Tooltip Scor general | Echipa 2            | 1st leg | 2nd leg    |
| ----------------- | ----------------------------- | ------------------- | ------- | ---------- |
| Bodø/Glimt        | 3–3 (3–2 d.l.d.)              | Lazio               | 2–0     | 1–3 (d.p.) |
| Tottenham Hotspur | 2–1                           | Eintracht Frankfurt | 1–1     | 1–0        |
| Rangers           | 0–2                           | Athletic Bilbao     | 0–0     | 0–2        |
| Lyon              | 6–7                           | Manchester United   | 2–2     | 4–5 (d.p.) |

### Semifinală
Primele manșe s-au jucat pe 1 mai, iar manșele secunde pe 8 mai 2025.
| Echipa 1          | Scor gen.Tooltip Scor general | Echipa 2          | 1st leg | 2nd leg |
| ----------------- | ----------------------------- | ----------------- | ------- | ------- |
| Tottenham Hotspur | 5–1                           | Bodø/Glimt        | 3–1     | 2–0     |
| Athletic Bilbao   | 1–7                           | Manchester United | 0–3     | 1–4     |

### Finala
Finala s-a jucat pe 21 mai 2025 pe San Mamés din Bilbao. Câștigătoarea semifinalei 1 a fost desemnată drept echipă „gazdă” în scopuri administrative.
| Tottenham Hotspur | 1–0    | Manchester United |
| ----------------- | ------ | ----------------- |
| - Johnson 42'     | Raport |                   |